# Crippled Black Phoenix
Crippled Black Phoenix – британская рок-группа. Через Crippled Black Phoenix прошло большое количество музыкантов, единственным постоянным участником остаётся мультиинструменталист Джастин Гривз.

## История
Гривз подростком увлекался панк-роком, в 90-х был ударником в сладжевой группе Iron Monkey, а в середине 2000-х – в Electric Wizard. В 2004 году он  вместе с бас-гитаристом Mogwai Домиником Эйтчисоном создал собственную группу, получившую название Crippled Black Phoenix. В 2006 году вышел первый альбом CBP A Love of Shared Disasters. Рецензент Pitchfork, выделяя отдельные композиции, в частности «The Northern Cobbler» на стихи Теннисона, в целом охарактеризовал альбом как чрезмерно эклектичный и не образующий единого целого. Отличительной чертой коллектива стали концертные выступления с более чем десятком музыкантов на сцене.
В 2013 году группа выпустила свой первый концертный альбом Live Poznań .
В 2014-2015 годах имя группы стало предметом спора между Гривзом и гитаристом Карлом Дематой. Гривз сохранил имя за собой и в очередной раз сменил состав коллектива (одним из новых музыкантов стал басист Hawkwind Найалл Хоун).
В 2015 году Crippled Black Phoenix подписали контракт с французским лейблом Season of Mist, специализирующимся на металлической сцене. В 2016 году на Season of Mist вышел очередной студийный альбом Bronze.

## Дискография
- A Love of Shared Disasters (2006)
- The Resurrectionists (2008)
- Night Raider (2009)
- 200 Tons of Bad Luck (2009)
- I, Vigilante (2010)
- (Mankind) The Crafty Ape (2011)
- No Sadness or Farewell (2012)
- White Light Generator (2014)
- Bronze (2016)
- Budapest Vigilante Sessions (2017)
- Horrific Honorifics (2017)
- Great Escape (2018)
- Ellengæst (2020)
- Banefyre  (2022)